# 刘富成、刘天成墓
刘富成、刘天成墓，位于中国广东省肇庆市德庆县悦城镇庙背坑，为德庆县的一个县级文物保护单位，类型为古墓葬，公布时间为2001年8月23日。
刘富成、刘天成墓的历史年代为清光绪。